# Temür Olzijt mongol kán
Temür Olzijt (1265. október 15. – 1307. február 10.) kínai császár 1294-től haláláig.
Jü Cung herceg (1243–1286) fiaként, és Kubiláj mongol nagykán unokájaként született. Mivel édesapja már Kubiláj előtt elhunyt, ő követte nagyapáját a trónon 1294-ben. Ugyan – másodikként és egyben utolsóként – uralkodása még egész Kínára kiterjedt, de a távolabbi, elő-ázsiai és kelet-európai területekre már nem. Kínai északnyugati határán is több trónkövetelő jelentkezett, ezek lázadását sikerrel le tudta verni. Koreában és Dél-Kínában ugyancsak több felkelés tört ki, a császárnak ezeket is sikerült elfojtania.
Temür Olzijt ugyanakkor harcot indított a lassan általánossá váló korrupció ellen, de 12 évnyi uralmat követően, 1307-ben bekövetkezett halála után a birodalom hanyatlani kezdett. A trónon unokaöccse, Hajszan Gülük követte.

## Lásd még
- A Jüan-dinasztia családfája

| Előző uralkodó: Kubiláj | Kínai császár 1294 – 1307 | Következő uralkodó: Hajszan Gülük |

| Előző uralkodó: Kubiláj | Mongol nagykán 1294 – 1307 | Következő uralkodó: Hajszan Gülük |